# Emilio Cuervo
Emilio Cuervo Márquez (Bogotá, 1874-1936) fue un escritor, educador y político colombiano, miembro del Partido Conservador Colombiano.
Cuervo fue profesor en la Escuela Superior de Comercio, y alcalde de Bogotá de enero de 1913 a agosto de 1914, por designación del presidente Carlos E. Restrepo. Era sobrino del poeta Rufino José Cuervo, siendo también él mismo un escritor de fama moderada, cuya obra más famosa es Phinées.
Cuervo fue miembro de la Academia Colombiana de Historia, de la Sociedad Colombiana de Autores (de la que fue presidente), y de la Société des Amis de la Bibliothèque Nationale et des Grandes Bibliothèques de France.

## Familia
Emilio era miembro de la familia aristocrática de la capital colombiana de los Cuervo. Sus padres eran Luis María Cuervo Urisarri y Carolina Márquez del Castillo, ambos hijos de expresidentes de Colombia; su padre, Luis María, lo era del político conservador Rufino Cuervo y Barreto, y su madre del abogado ministerial José Ignacio de Márquez.
Sus hermanos eran Luis, Carlos, Julio, Rufino y Carlos Cuervo Márquez. Luis fue médico y varias veces ministro para gobiernos conservadores y Carlos, un destacado escritor, científico y diplomático.
Sus tíos paternos eran el militar Antonio Basilio y el escritor de gran fama Rufino José Cuervo Urisarri.

### Matrimonio y descendencia
Emilio contrajo matrimonio con Manuela Mallarino Isaacs, hermana del político Manuel María Mallarino Isaacs, y nieta del político conservador y expresidente encargado Manuel María Mallarino, y de la rica heredera María Mercedes Cabal, hija a su vez del hacendado Víctor Cabal Molina e inspiración para la novela María de Jorge Isaacs. Isaacs, por su parte, era tío de Manuela Mallarino.
Su bisabuelo, Manuel María Mallarino, era, a su vez, tío del abogado, periodista y político conservador Carlos Holguín Mallarino; hermano del también político conservador Jorge Holguín, ambos expresidentes de Colombia. Los hermanos Holguín también eran concuñados de Jorge Isaacs.

## Obras
- Introducción al estudio de la filosofía de la historia
- La selva oscura
- Tierras lejanas (1903)
- Phinées (1909)
- Estudio sobre el sistema evolucionista